# Expert Review of Molecular Diagnostics
Expert Review of Molecular Diagnostics, abgekürzt Expert Rev. Mol. Diagn., ist eine wissenschaftliche Fachzeitschrift, die vom Expert Reviews-Verlag veröffentlicht wird. Sie erscheint mit zwölf Ausgaben im Jahr. Es werden Arbeiten veröffentlicht, die sich mit der Anwendung molekularer Diagnostik in der Medizin beschäftigen.
Der Impact Factor lag im Jahr 2015 bei 3,33. Nach der Statistik des ISI Web of Knowledge wird das Journal mit diesem Impact Factor in der Kategorie Pathologie an 14. Stelle von 75 Zeitschriften geführt.